# Noordelijke gebandeerde muisspecht
De noordelijke gebandeerde muisspecht (Dendrocolaptes sanctithomae) is een zangvogel uit de onderfamilie Dendrocolaptidae (muisspechten).

## Verspreiding en leefgebied
Deze soort komt voor van Mexico tot Ecuador en telt vier ondersoorten:
- D. s. sheffleri: zuidwestelijk Mexico.
- D. s. sanctithomae: van zuidelijk Mexico tot westelijk Colombia en noordwestelijk Ecuador.
- D. s. hesperius: zuidwestelijk Costa Rica en westelijk Panama.
- D. s. punctipectus: noordelijk Colombia en noordwestelijk Venezuela.

## Status
De grootte van de populatie is niet gekwantificeerd maar de soort heeft een groot verspreidingsgebied en er is geen aanleiding om te veronderstellen dat de soort in zijn voortbestaan wordt bedreigd. Op de Rode lijst van de IUCN heeft deze soort daarom de status niet bedreigd.